# Acura RLX
Acura RLX — представительский седан и новый флагман модельного ряда Acura, выпускающийся  компанией Honda. Первая информация о новом поколении Acura RL поступила от корпорации в декабре 2011 года, причём тогда ещё не сообщалось о смене названия, но было известно, что автомобиль покажут в 2012 году и что он будет оснащаться прежним 3,5-литровым двигателем. Предпосылкой к появлению RLX стал одноимённый концепт-кар, показанный в 2012 году на автосалоне в Нью-Йорке. Затем, в июне этого-же года в сети интернет попали официальные изображения готовящегося автомобиля. В ноябре, на автосалоне в Лос-Анджелесе была показана окончательная версия седана, практически не отличающаяся от своего прототипа.
В модельном ряду автомобиль заменил седан бизнес-класса Acura RL, несмотря на то, что их длина различается всего на 8 миллиметров. В США он поступил в продажу весной 2013 года, как модель 2014 года, по цене от 48 450 до 60 450 $. В России автомобиль может появиться в 2014 году, когда начнутся общие продажи Acura в стране.

## Технические характеристики
RLX пока что имеет только 1 двигатель — 3,5-литровый шестицилиндровый V-образный бензиновый агрегат из серии Honda J35Y3 с системой дезактивации цилиндров VCM, позже должны появиться другие моторы. Мощь двигателя передаёт 6-ступенчатая автоматическая трансмиссия. Позже должна появиться гибридная установка из бензинового двигателя и 3 электромоторов общей мощностью 370 л.с. и средним расходом топлива около 7,9 литров/100 км. Такой автомобиль будет иметь полный привод с системой подруливания задних колес P-AWS (Precision All-Wheel Steer).
По сравнению с Acura RL кузов RLX жёстче на 52% на изгиб и на 46% на кручение, так как содержание высокопрочных сталей в нём увеличилось до 55%. Капот, передний подрамник и некоторые внешние панели выполнены из алюминия.
- Передняя подвеска — независимая, на двойных поперечных рычагах, стабилизатор поперечной устойчивости;
- Задняя подвеска — независимая, многорычажная, стабилизатор поперечной устойчивости;
- Передние тормоза — дисковые, вентилируемые;
- Задние тормоза — дисковые, вентилируемые.

## Оснащение
RLX оснащается новым поколением системы AcuraLink®, двумя LCD-дисплеями — 8-дюймовым навигационным и 7-дюймовым сенсорным, аудиосистемой Acura/ELS, адаптивным круиз-контролем, системами Start-Stop и Agile Handling Assist (система подруливания в поворотах), а также прочими функциями и помощниками. Также автомобиль впервые обзаведёлся такими новшествами, как электронный стояночный тормоз и система помощи при старте в гору. Как и концепт-кар, RLX имеет дизайн передней оптики «Jewel-Eye» — многосекционные светодиоды, впервые применяющиеся на автомобилях Acura.

## Концепт Acura RLX

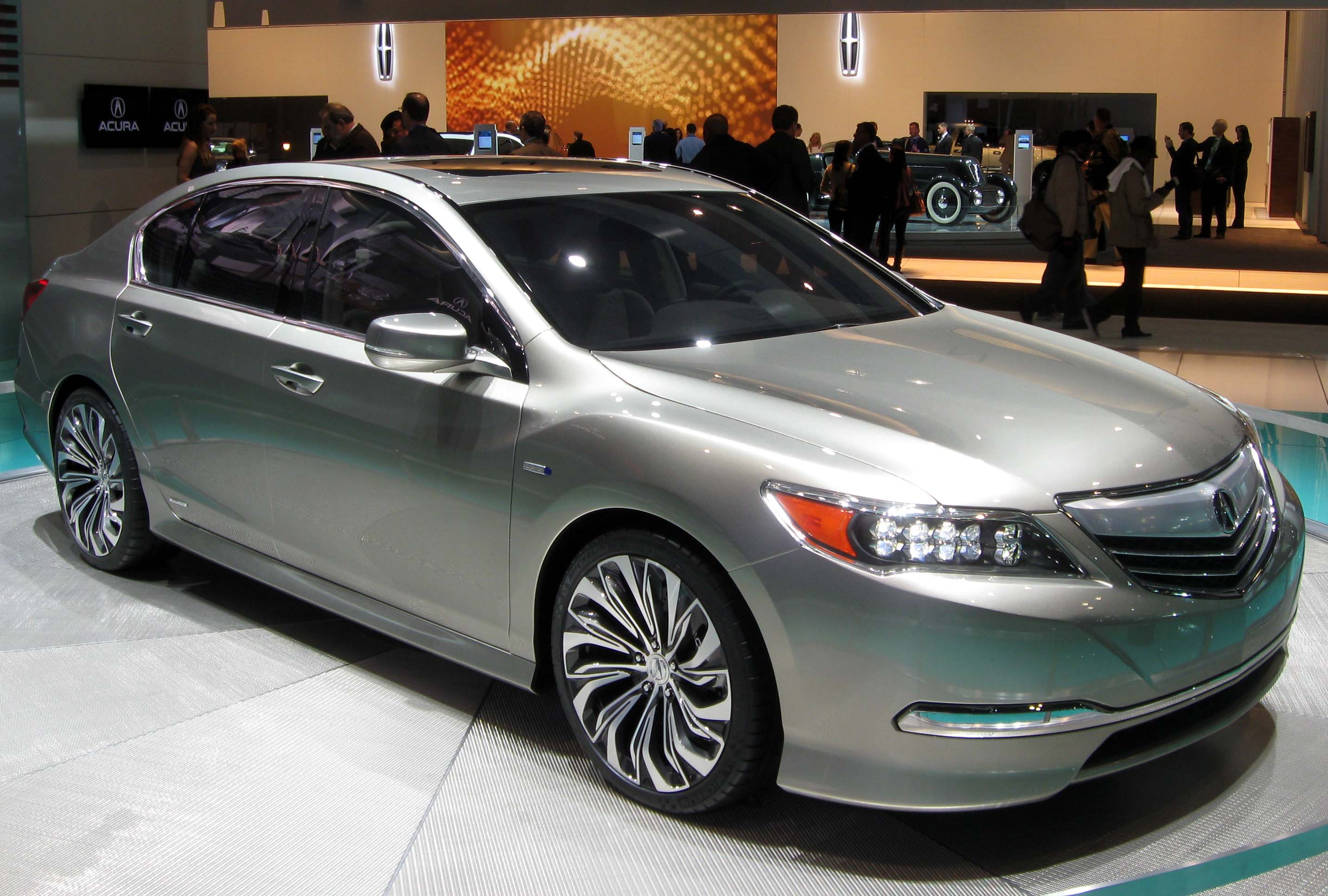
2013 Acura RLX концепт

Концепт Acura RLX, в отличие от окончательной версии, имел гибридную установку, схожую с оной у концепта Acura NSX, но не имел интерьера.